# Японская совка
Японская совка (лат. Otus semitorques) — вид совок. Оседлой вид.

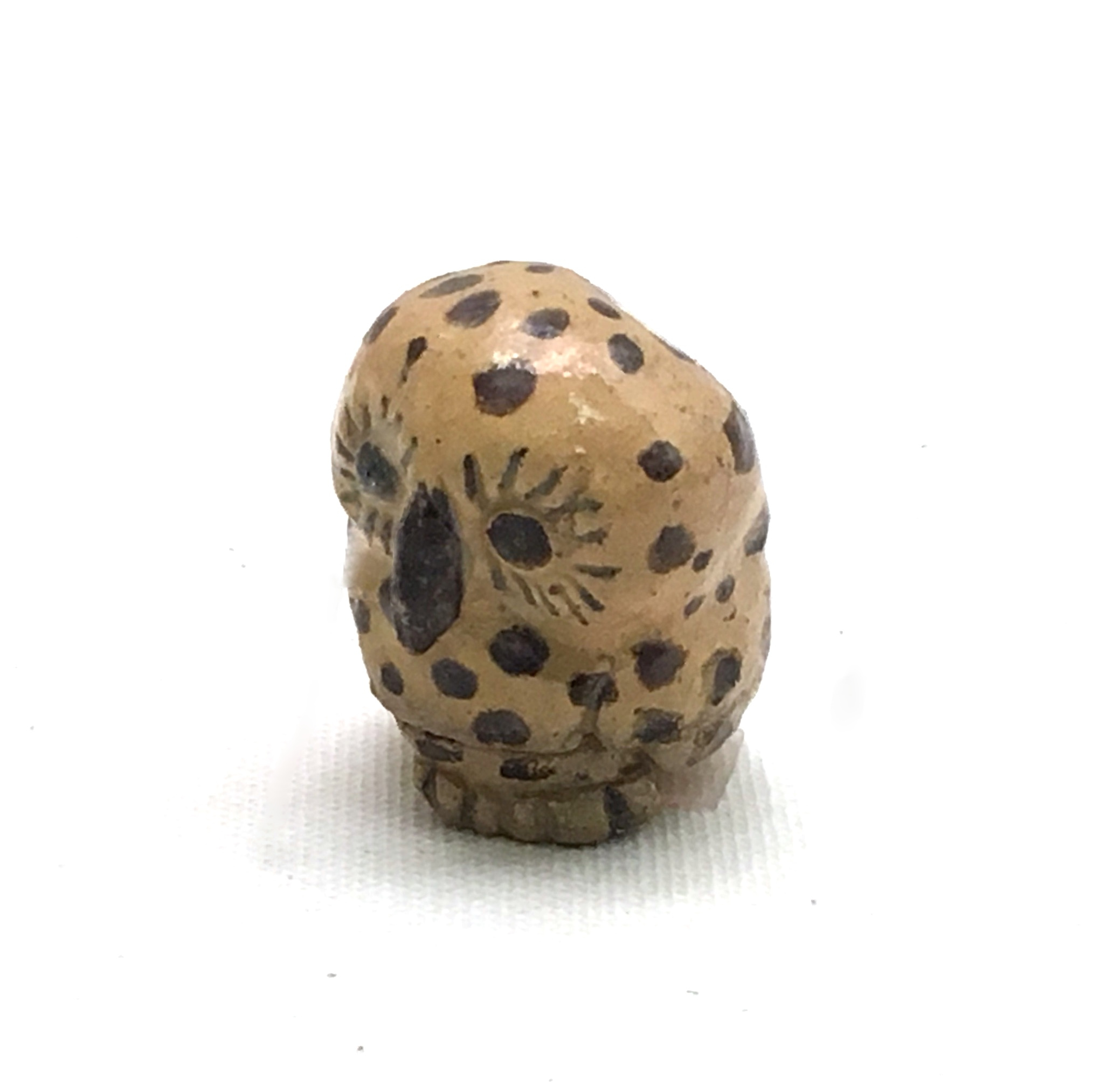
Статуэтка Периода Эдо

## Ареал
Есть на юго-востоке Сибири, Уссурийском крае, на острове Сахалин и Курилах, на Японских островах от Хоккайдо до Идзу и Рюкю, а также в Китае. Можно обнаружить в горах, лесах, и лесных массивах.

## Описание
Размер совы 24,5 см, а размер крыла — 180 мм. Глаза тёмно-красного цвета. Контрастный, бледный лицевой диск. Издаёт пронзительные визги. Гнездится в дуплах. Размах крыльев — 60-66 см. В гнезде 1-4 яйца. Птица весит 200 граммов. Хищник, питается мышами, лягушками, ящерицами и насекомыми. Цвет перьев — серый и коричневый. Клюв зеленоватого оттенка.

### Период размножения
Этот вид птиц моногамный. Самец ухаживает за самкой. После спаривания, самка насиживает яйца 3-4 недели. Птенец рождается почти полностью голым. Когда птенцу исполняется полтора месяца, он может взлететь.

## Подвиды
Международный союз орнитологов выделяет 3 подвида:
- O. s. semitorques — обитает на севере Японии.
- O. s. ussuriensis — Обитает в Сибири, Китае и Корее.
- O. s. pryeri — обитает на островах Идзу и Рюкю